# Pasar Lampaku
Pasar Lampaku is een bestuurslaag in het regentschap Aceh Besar van de provincie Atjeh, Indonesië. Pasar Lampaku telt 152 inwoners (volkstelling 2010).